# Missa brevis no 4 de Mozart
Pour les articles homonymes, voir Missa Brevis.
La Missa brevis no 4 en ré majeur, K. 194/186h est une messe de Wolfgang Amadeus Mozart. Elle a été achevée à Salzbourg le 8 août 1774.
On pense que cette missa brevis a pu être composée pour un usage liturgique ordinaire à la Cathédrale Saint-Rupert de Salzbourg, à l'époque du prince-archevêque Hieronymus von Colloredo-Mannsfeld. Mozart a essayé de satisfaire les exigences de Colloredo pour ce qui concerne la brièveté et la concision dans la composition de cette messe: aucun des mouvements ne possède de prélude instrumental, l'orchestre est très réduit, la messe contient très peu de passages en contrepoint imitatif et une grande partie de l'œuvre présente un structure homophonique.
L'œuvre n'a jamais été publiée du vivant de Mozart. Elle est restée inédite jusqu'à ce qu'une maison la publie de manière posthume en 1793 — deux ans après de la mort du compositeur. C'est la première œuvre de Mozart qui a été imprimée après sa mort.

## Structure
L'œuvre comporte six mouvements, qui suivent l'ordre traditionnel de la messe:
1. Kyrie (Andante, en ré majeur, à , 41 mesures) - partition
2. Gloria (Allegro moderato, en ré majeur, à , 59 mesures) - partition
3. Credo (Allegro, en ré majeur, à 
, 183 mesures) - partition
—Et incarnatus est... (Andante moderato (mesure 59), en ré majeur, à ) - partition
—Et resurrexit... (Allegro (mesure 68), en ré majeur, à 
) - partition
4. Sanctus (Andante, en ré majeur, à , mesure 35) - partition
—Pleni sunt coeli et terra... (Allegro (mesure 8), en ré majeur, à 
) - partition
5. Benedictus (Andante ma non troppo, en sol majeur, à , 37 mesures) - partition
—Hosanna in excelsis... (Allegro (mesure 17), en ré majeur, à 
) - partition
6. Agnus Dei (Andante, en ré majeur, à 
, 102 mesures) - partition
—Dona nobis pacem... (Allegro (mesure 49), en ré majeur, à ) - partition

## Instrumentation
La messe est écrite pour quatre voix solistes (soprano, alto, ténor et basse), chœur SATB, trois trombones, violons I et II, basse continue.